# Zemmoura
Zemoura är en ort i Algeriet.   Den ligger i provinsen Relizane, i den norra delen av landet, 240 km sydväst om huvudstaden Alger. Zemoura ligger 288 meter över havet och antalet invånare är 21 770.
Terrängen runt Zemoura är platt åt nordost, men åt sydväst är den kuperad. Runt Zemoura är det ganska tätbefolkat, med 139 invånare per kvadratkilometer. Närmaste större samhälle är Relizane, 18,0 km väster om Zemoura. Trakten runt Zemoura består till största delen av jordbruksmark.